# Paysandú
 Paysandú  ist die Hauptstadt des gleichnamigen Departamentos Paysandú in Uruguay.

## Geographie
Sie liegt am Ostufer des Flusses Río Uruguay gegenüber von Colón.

## Geschichte
Die Stadt wurde 1772 durch einen Pater namens Sandú gegründet.

## Einwohner
Mit etwa 75.000 Einwohnern ist Paysandú nach Montevideo, Ciudad de la Costa und Salto die viertgrößte Stadt des Landes.

## Wirtschaft und Infrastruktur
Sie ist wichtiger Industriestandort. Neben der Woll-, Textil- und Lederindustrie ist auch die Nahrungsmittelindustrie (Zucker, Bier) von Bedeutung. Die landwirtschaftliche Fakultät der Stadt ist eine der wenigen Hochschulen des Landes außerhalb von Montevideo.
Mit den Flughafen Paysandú, der Bahnstrecke Chamberlain–Salto und den Straßen Ruta 3 und Ruta 90 ist die Stadt gut angebunden. Über die General-Artigas-Brücke ist Paysandú mit der argentinischen Stadt Colón verbunden.

## Sehenswürdigkeiten
Die Stadt hat eine sehenswerte und über die Grenzen bekannte Kirche mit dem Namen Nuestra Señora del Rosario y San Benito de Palermo. Sie wurde 1860 errichtet, 1949 zur Basilica minor erhoben und ist seit 1997 ein Monumento Histórico Nacional. In der Basilika steht eine Orgel des deutschen Orgelbauers Oscar Walcker aus dem Jahr 1906 mit 23 Registern, zwei Manualen und Pedal. Diese historische Orgel wurde mit Hilfe der Bundesrepublik Deutschland von Gebr. Oberlinger Orgelbau, Windesheim, 1997 restauriert.

## Kultur
- Museo Histórico

## Sport
Das Stadion der Stadt ist das Estadio Parque Artigas. Bedeutendster Fußballverein Paysandús ist Paysandú Bella Vista. Ein weiterer, in der Bevölkerung aber über bedeutend weniger Rückhalt verfügender Fußballverein ist der Paysandú FC. Überdies ist der Rugby-Verein Trébol Rugby in Paysandú beheimatet.

## Städtepartnerschaften
- Hellín, Spanien
- Muscatine, Iowa, USA.

## Söhne und Töchter der Stadt
- Juan Alberto Acosta (* 1957), Fußballspieler
- Michel Acosta (* 1988), Fußballspieler
- Giorginho Aguirre (* 1993), Fußballspieler
- Matías Appelt (* 1989), Fußballspieler
- María del Carmen Aquino (* 1942), Schriftstellerin und Journalistin
- Alfredo Baldomir (1884–1948), Politiker (Präsident Uruguays)
- Júlio Bavastro (1894–1918), Fußballspieler
- Marcio Benítez (* 1996), Fußballspieler
- Jonathan Blanes (* 1987), Fußballspieler
- Hiber Conteris (1933–2020), Schriftsteller, Dramatiker und Essayist
- Luis Cubilla (1940–2013), Fußballspieler
- Juan Lindolfo Cuestas (1837–1905), Politiker (Präsident Uruguays)
- Paolo Dantaz (* 1994), Fußballspieler
- María del Carmen Aquino (* 1942), Schriftstellerin
- Agustín Della Corte (* 1997), Schauspieler, Model und Rugbyspieler
- Luis Díaz (1893–1978), argentinischer Opern- und Tangosänger, Schauspieler und Tangodichter
- Guillermo Douglas (1909–1967), Ruderer
- Maximiliano Falcón (* 1997), Fußballspieler
- Bosco Frontán (* 1984), Fußballspieler[9]
- Juan Martín Fumeaux (* 2002), Tennisspieler
- Reinaldo Gargano (1934–2013), Politiker und Diplomat
- Walter Gargano (* 1984), Fußballspieler
- Alfredo Eusebio Gobbi (1877–1938), Tangosänger, -tänzer und -komponist
- Maximiliano Gómez (* 1996), Fußballspieler
- Martín Góngora (* 1980), Fußballspieler
- Ignacio González (* 1993), Fußballspieler
- Enzo Herrera (* 1992), Fußballspieler
- Claudio Innella (* 1990), Fußballspieler
- Marcelo Lacerda (* 1990), Fußballspieler
- Julio Lancieri (* 1966), Fußballspieler
- Jorge Larrañaga (1956–2021), Politiker
- Kevin Larrea (* 1996), Fußballspieler
- Víctor Manuel Leites (1933–2016), Dramatiker und Journalist
- Gabriel Leyes (* 1990), Fußballspieler
- Facundo Llambias (* 2004), Motorradrennfahrer
- Nicolás Lodeiro (* 1989), Fußballspieler
- Franco López (* 1992), Fußballspieler
- Clotilde Luisi (1882–1969), Anwältin, Autorin, Übersetzerin und Hochschullehrerin
- Luisa Luisi (1883–1940), Lehrerin, Autorin und Literaturkritikerin
- Luis Machado (* 1991), Fußballspieler
- Tomás Margalef (* 1977), Radsportler
- Luis Alberto Martínez (* 1973), Radsportler
- Gonzalo Maulella (* 1984), Fußballspieler
- Guillermo Méndez (* 1994), Fußballspieler
- Nicolás Mezquida (* 1992), Fußballspieler
- Rodrigo Mieres (* 1989), Fußballspieler
- Juan Vicente Morales (1956–2020), Fußballspieler
- Agustín Peralta (* 1995), Fußballspieler
- Gabriel Pereira (* 1992), Fußballspieler
- Gonzalo Pizzichillo (* 1984), Fußballspieler
- Gastón Puerari (* 1986), Fußballspieler
- Santiago Ramírez (* 1998), Fußballspieler
- Juan Carlos Reyes (* 1976), Fußballspieler
- Egidio Arévalo Ríos (* 1982), Fußballspieler
- Rodrigo Rodríguez (* 1995), Fußballspieler
- Manuela Rotundo (* 2004), Speerwerferin
- Jonathan Sabbatini (* 1988), Fußballspieler
- Domingo Salvador Pérez (1936–2024), Fußballspieler
- Aníbal Sampayo (1926–2007), Dichter und Musiker[10]
- Marcelo Saracchi (* 1998), Fußballspieler
- Carlos Scanavino (* 1964), Schwimmer
- Raúl Fernando Sendic (* 1962), Politiker
- Sebastián Soria (* 1983), Fußballspieler
- Luis Torrecilla (* 1989), Fußballspieler
- Daniel Vidart (1920–2019), Anthropologe
- Gonzalo Viera (* 1987), Fußballspieler
- Milton Wynants (* 1972), Radrennfahrer

## Klimatabelle
|                       | Jan  | Feb  | Mär  | Apr  | Mai  | Jun  | Jul  | Aug  | Sep  | Okt  | Nov  | Dez  |   |      |
| Mittl. Tagesmax. (°C) | 31,1 | 30,2 | 27,4 | 23,3 | 20,4 | 16,8 | 17,3 | 18,3 | 20,0 | 22,8 | 26,8 | 29,7 | ⌀ | 23,6 |
| Mittl. Tagesmin. (°C) | 17,6 | 17,3 | 15,6 | 11,7 | 9,0  | 7,1  | 6,2  | 6,7  | 8,7  | 10,7 | 13,7 | 15,9 | ⌀ | 11,7 |
|                       |      |      |      |      |      |      |      |      |      |      |      |      |   |      |
| Niederschlag (mm)     | 116  | 107  | 145  | 124  | 68   | 84   | 54   | 82   | 82   | 115  | 92   | 103  | Σ | 1172 |
|                       |      |      |      |      |      |      |      |      |      |      |      |      |   |      |
| Luftfeuchtigkeit (%)  | 59   | 63   | 67   | 72   | 75   | 80   | 77   | 72   | 72   | 69   | 62   | 57   | ⌀ | 68,8 |

| 17,6 |

| 17,3 |

| 15,6 |

| 11,7 |

| 9,0 |

| 7,1 |

| 6,2 |

| 6,7 |

| 8,7 |

| 10,7 |

| 13,7 |

| 15,9 |

| 17,6 |

| 17,3 |

| 15,6 |

| 11,7 |

| 9,0 |

| 7,1 |

| 6,2 |

| 6,7 |

| 8,7 |

| 10,7 |

| 13,7 |

| 15,9 |